# 7,62 × 42 mm SP-4

Funktion der Gassiegelpatrone

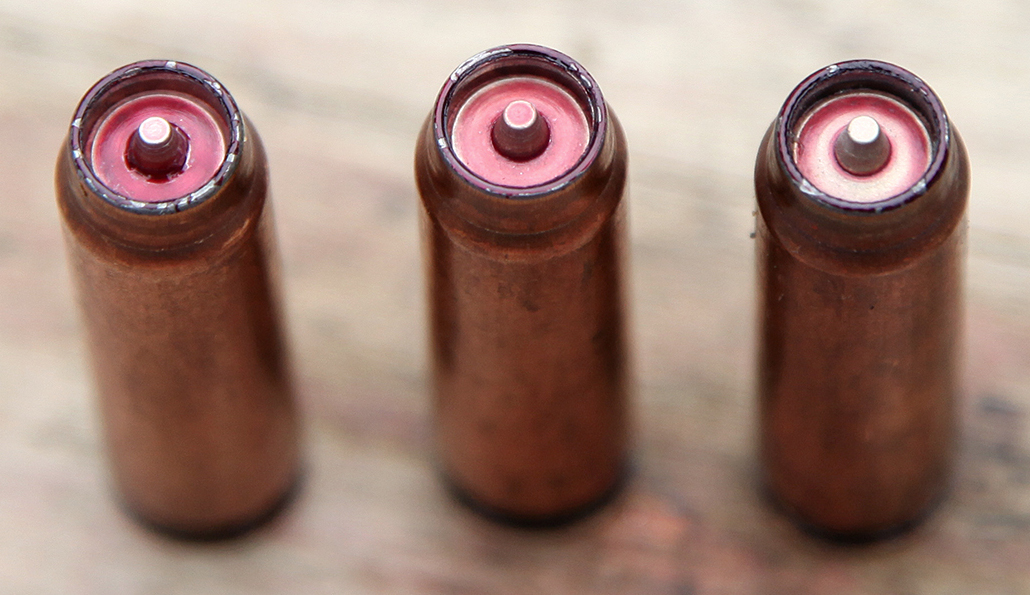
Munition nach dem Abfeuern. Die Dichtung (rot) hat die Hülsen versiegelt

Die 7,62 × 42 mm SP-4 ist eine speziell für einen leisen Schuss entwickelte Patrone für leise Handfeuerwaffen, die in der Sowjetunion entwickelt wurde und Nachfolger der SP-3- und PZAM-Munition ist. Das 9,3 g schwere Projektil wird innerhalb der Hülse in einem Zylinder beschleunigt. Verlässt es den Zylinder, ist die Hülse abgeschlossen und weitere Gase können nicht austreten; damit wird ein Knall durch expandierende Gase verhindert und es ist nicht mehr nötig, einen Schalldämpfer zu benutzen.
Die Munition war für die PSS-Pistole vorgesehen (Pistolet Spezialnyj Samosarjadnyj, deutsch: Spezial-Selbstladepistole), die 1983 beim sowjetischen Geheimdienst KGB sowie bei der Spezialeinheit Speznas eingeführt wurde. Sie ist beim FSB nach wie vor im Gebrauch. Außer in der PSS wird die SP-4 im schießfähigen Kampfmesser NRS-2 verwendet.
Von besonderem Interesse ist die Tatsache, dass es mit dieser Munition möglich wurde, auch schallgedämpfte Revolver zu konstruieren. Selbst wenn man einen Schalldämpfer montieren würde, verhindert der Trommelspalt ein lautloses Abfeuern eines Revolvers. Da aber keine Pulvergase austreten können, ist das hier irrelevant. Ein Beispiel dafür ist der von Igor Jakowlewitsch Stetschkin entwickelte OZ-38.
Eine weiterentwickelte, stärkere Version ist die 7,62 × 45 mm SP-16.